# Long Mountain
Koordinaten: 20° 9′ S, 57° 34′ O
Long Mountain (oder: Montagne Longue) ist eine Ortschaft („Village“) im Norden von Mauritius. Sie ist Teil des Distrikts Pamplemousses und gehört administrativ zur Village Council Area (VCA) Long Mountain. Bei der Volkszählung 2011 hatte der Ort 6.995 Einwohner.
Der Ort liegt in einer gebirgigen Gegend östlich der Hauptstadt Port Louis. Der Name des Ortes leitet sich vom gleichnamigen Berg Long Mountain ab, der wie ein Sperrriegel zwischen Port Louis und Long Mountain liegt. Bedingt durch die Nähe zur Hauptstadt gehörte der Ort zu den ersten Teilen der Insel, die kultiviert wurden.
Mit Dekret von König Ludwig XV. vom 1. August 1768 wurde erstmals eine Untergliederung der Insel in Distrikte geschaffen. Ludwig XV teilte die Insel in 11 Quartiers ein. Einer dieser Quartiers war der Quartier Montagne Longue. Bereits 1773 wurde die Zahl der Distrikte mit königlicher Ordonnanz auf 8 reduziert und Long Mountain verlor den Status einer Bezirkshauptstadt.
Die erste Zuckerfabrik in Long Mountain wurde von François de Chazal eingerichtet.
Vor Ort besteht das Long Mountain Football Playground ein Fußballstadion.
Die Kapelle Chapelle Sainte Thérèse in Long Mountain gehört zur Pfarrei Notre Dame de la Délivrande in Notre Dame bei Montagne Longue.